# 김해종합운동장
김해종합운동장(金海綜合運動場, Gimhae Sports Complex)은 대한민국 경상남도 김해시에 있는 스포츠 시설이다. 2024년 9월에 준공되었고, 2024년 전국체육대회의 주경기장으로 사용되었다.

## 같이 보기
- 김해운동장